# 李道裕
李道裕，京兆泾阳人，唐朝官员。
出身陇西李氏武阳房，祖父李充节，隋朔州刺史、武陽公；父李大通，隋千牛备身、通事谒者；叔父李大亮，为凉州都督、武阳县公。
李道裕贞观初为虞部郎中，曾出使高昌。十三年迁将作少匠。十八年，唐太宗征辽东，因太常卿韦挺在幽州主持后勤，殆于职务，被太宗免职除名，令李道裕代之。二十年，刑部尚书张亮被人告发谋反，群臣皆认为该杀。独李道裕言：“亮反形未具，罪不当死。”但最终张亮伏法，李道裕因此也被太宗记在心中。一年后，刑部侍郎任缺，太宗命宰相推举的数人，皆不称旨，最后言道：“朕得其人矣。往者李道裕议张亮狱云‘反形未具’，此言当矣，朕虽不从，至今悔之。”遂以道裕为刑部侍郎，封狄道公。后出为蒲州刺史。太宗准备再次征辽东，命江南造大船，遣陕州刺史孙伏伽召募勇敢之士，莱州刺史李道裕运粮及器械，贮于乌胡岛。未行而帝崩。高宗嗣位，转大理卿。
永徽三年，弓月道行军副总管高德逸将所购买的骏马私自留下自用，被御史弹劾，李道裕因奏请将骏马送到宫中马厩，被高宗认为他“妄希我意，深乖法官之体”，将他贬官。
有子李仁宗。

## 延伸阅读
[在维基数据编辑]
 《新唐書·卷099》，出自《新唐書》